# Lelys Stanley Martínez Duany
Lelys Stanley Martínez Duany (Santiago de Cuba, 10 de juliol de 1985) és un jugador d'escacs cubà que va obtenir el títol de Gran Mestre el 2009.
A la llista d'Elo de la FIDE del setembre de 2020, hi tenia un Elo de 2524 punts, cosa que en feia el jugador número 7 (en actiu) de Cuba. El seu màxim Elo va ser de 2543 punts, a la llista del novembre de 2009 (posició 498 al rànquing mundial).

## Resultats destacats en competició
S'inicià en els escacs als vuit anys. El 2002 fou campió juvenil de Cuba. El 2008 fou subcampió de Cuba, perdent la final davant de Yuniesky Quezada.
El 2009 guanyà l'Obert La Pobla de Lillet amb 7½ punts de 9, els mateixos punts que Jaime Alexander Cuartas però amb millor desempat.
L'agost de 2010 fou campió a l'Obert Internacional de Figueres amb 7½ punts de 9, els mateixos punts que el GM Levan Aroshidze però amb millor desempat. El juliol de 2012 fou subcampió de l'Obert de Torredembarra amb 7½ punts de 9 (el campió fou Juan Carlos Obregon Rivero).